# I mostri
I mostri is een Italiaanse filmkomedie uit 1963 onder regie van Dino Risi. Het vervolg I nuovi mostri kwam uit in 1977.

## Verhaal
De bestaat uit een reeks segmenten die de misstanden in de Italiaanse middenklasse aankaarten in de jaren '60.

## Rolverdeling
| Acteur           | Personage          |
| ---------------- | ------------------ |
| Vittorio Gassman |                    |
| Ugo Tognazzi     |                    |
| Michèle Mercier  | Maria              |
| Marisa Merlini   | signora Fioravanti |